# Pristinailurus
Pristinailurus is een geslacht van uitgestorven verwanten van de kleine panda (familie Ailuridae). Dit dier leefde tijdens het Laat-Mioceen in Noord-Amerika.

## Fossiele vondsten
Fossielen van Pristinailurus zijn gevonden in de Gray Fossil Site in de Appalachen in de Amerikaanse staat Tennessee. De vondsten dateren uit de North American Land Mammal Age Laat-Hemphilian in het Laat-Mioceen (7-5 miljoen jaar geleden). Pristinailurus bewoonde destijds een subtropisch bosgebied. In 2004 werd een gefossiliseerde kies van Pristinailurus gevonden, gevolgd door een vrijwel compleet skelet in 2008.

## Kenmerken
Pristinailurus had een kop-romplengte van 70 tot 105 centimeter, een staart van 40 tot 60 centimeter, een schouderhoogte van 45 centimeter en een gewicht van ongeveer 8 tot 15 kilogram. Mannelijke dieren waren ongeveer twee keer zo groot als vrouwtjes. De snuit was relatief lang. Pristinailurus had robuustere poten dan de kleine panda. De achterpoten waren langer dan de voorpoten. Pristinailurus had krachtige spieren bij de voorpoten en de lage rug. De voeten waren breed met gekromde klauwen. Net als kleine panda had Pristinailurus een valse duim in de vorm van een vergroot sesambeen aan de radiale zijde van de poot. De staart was lang. Pristinailurus had kleine hoektanden en vrij grote snijtanden. Pristinailurus was een omnivoor die vermoedelijk meer op de grond leefde dan de kleine panda.